# Strangalia sexnotata
Strangalia sexnotata är en skalbaggsart som beskrevs av Samuel Stehman Haldeman 1847. Strangalia sexnotata ingår i släktet Strangalia och familjen långhorningar. Inga underarter finns listade i Catalogue of Life.